# Messei
Messei település Franciaországban, Orne megyében. Lakosainak száma 1819 fő (2022. január 1.). Messei La Selle-la-Forge, La Chapelle-au-Moine, Le Châtellier, Échalou, Flers és Saint-André-de-Messei községekkel határos.

## Népesség
A település népességének változása:
| Lakosok száma | 1943 | 1940 | 1987 | 1908 | 1881 | 1854 | 1846 | 1831 | 1819 |
|               | 2013 | 2015 | 2016 | 2017 | 2018 | 2019 | 2020 | 2021 | 2022 |